# Gemeenten van Spanje
De gemeenten van Spanje zijn de vierde laag van bestuurlijke eenheden in Spanje. De gemeenten komen na de autonome gemeenschappen, de provincies en de comarca's. Er zijn in totaal 8.112 gemeenten in Spanje.

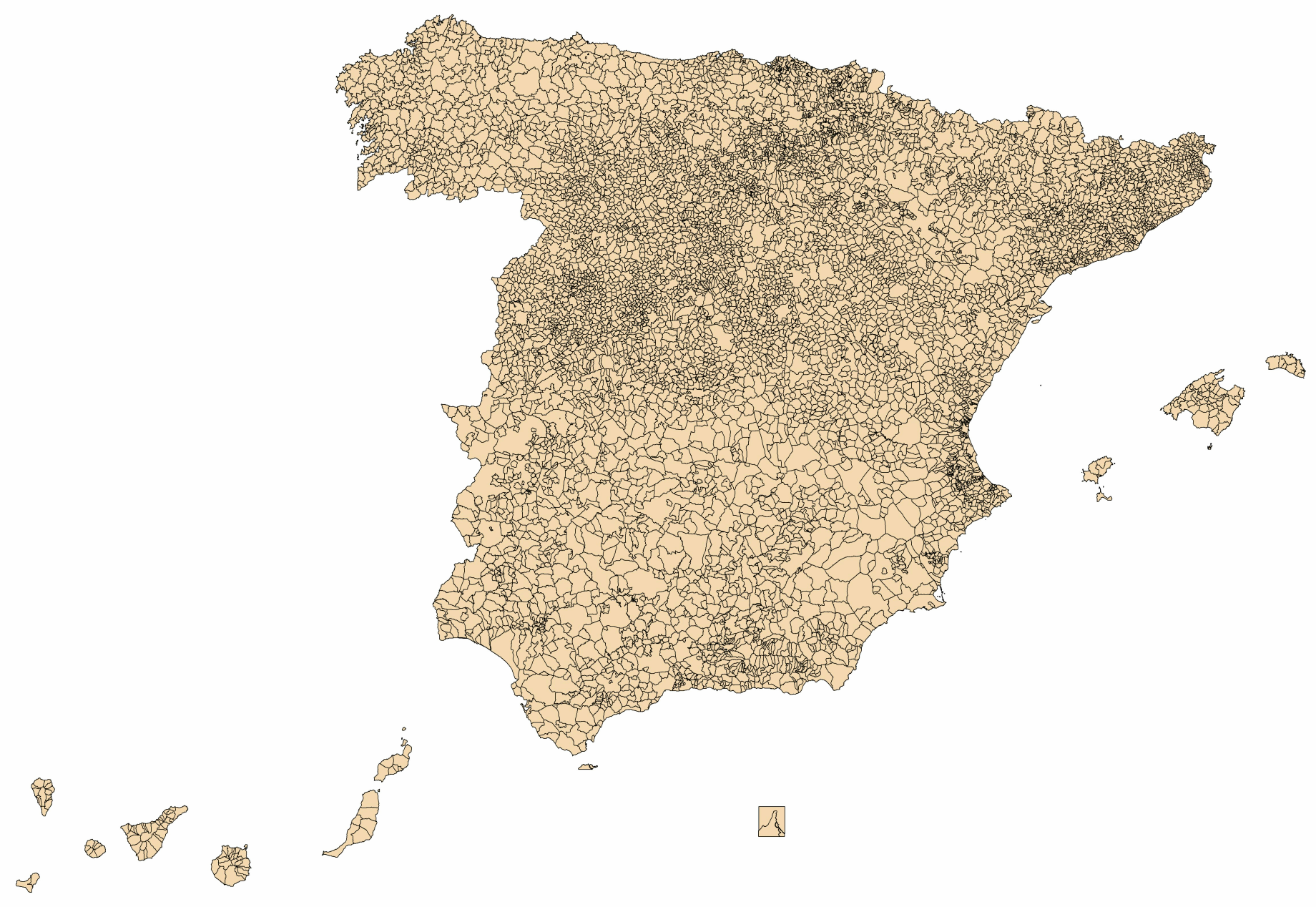
Kaart van de Spaanse gemeenten

| ID | Provincielijsten                                        |
| -- | ------------------------------------------------------- |
| 15 | Lijst van gemeenten in provincie A Coruña               |
| 01 | Lijst van gemeenten in provincie Álava                  |
| 02 | Lijst van gemeenten in provincie Albacete               |
| 03 | Lijst van gemeenten in provincie Alicante               |
| 04 | Lijst van gemeenten in provincie Almería                |
| 33 | Lijst van gemeenten in Asturië                          |
| 05 | Lijst van gemeenten in provincie Ávila                  |
| 06 | Lijst van gemeenten in provincie Badajoz                |
| 07 | Lijst van gemeenten in provincie Balearen               |
| 08 | Lijst van gemeenten in provincie Barcelona              |
| 48 | Lijst van gemeenten in provincie Biskaje                |
| 09 | Lijst van gemeenten in provincie Burgos                 |
| 10 | Lijst van gemeenten in provincie Cáceres                |
| 11 | Lijst van gemeenten in provincie Cádiz                  |
| 39 | Lijst van gemeenten in provincie Cantabrië              |
| 12 | Lijst van gemeenten in provincie Castellón              |
| 13 | Lijst van gemeenten in provincie Ciudad Real            |
| 14 | Lijst van gemeenten in provincie Córdoba                |
| 16 | Lijst van gemeenten in provincie Cuenca                 |
| 17 | Lijst van gemeenten in provincie Girona                 |
| 20 | Lijst van gemeenten in provincie Gipuzkoa               |
| 18 | Lijst van gemeenten in provincie Granada                |
| 19 | Lijst van gemeenten in provincie Guadalajara            |
| 21 | Lijst van gemeenten in provincie Huelva                 |
| 22 | Lijst van gemeenten in provincie Huesca                 |
| 23 | Lijst van gemeenten in provincie Jaén                   |
| 26 | Lijst van gemeenten in provincie La Rioja               |
| 35 | Lijst van gemeenten in provincie Las Palmas             |
| 24 | Lijst van gemeenten in provincie León                   |
| 25 | Lijst van gemeenten in provincie Lleida                 |
| 27 | Lijst van gemeenten in provincie Lugo                   |
| 28 | Lijst van gemeenten in provincie Madrid                 |
| 29 | Lijst van gemeenten in provincie Málaga                 |
| 30 | Lijst van gemeenten in provincie Murcia                 |
| 31 | Lijst van gemeenten in provincie Navarra                |
| 32 | Lijst van gemeenten in provincie Ourense                |
| 34 | Lijst van gemeenten in provincie Palencia               |
| 36 | Lijst van gemeenten in provincie Pontevedra             |
| 37 | Lijst van gemeenten in provincie Salamanca              |
| 38 | Lijst van gemeenten in provincie Santa Cruz de Tenerife |
| 40 | Lijst van gemeenten in provincie Segovia                |
| 41 | Lijst van gemeenten in provincie Sevilla                |
| 42 | Lijst van gemeenten in provincie Soria                  |
| 43 | Lijst van gemeenten in provincie Tarragona              |
| 44 | Lijst van gemeenten in provincie Teruel                 |
| 45 | Lijst van gemeenten in provincie Toledo                 |
| 46 | Lijst van gemeenten in provincie Valencia               |
| 47 | Lijst van gemeenten in provincie Valladolid             |
| 49 | Lijst van gemeenten in provincie Zamora                 |
| 50 | Lijst van gemeenten in provincie Zaragoza               |